# Géza Csapó
Pour les articles homonymes, voir Csapó.
Géza Csapó, né le 29 décembre 1950 et mort le 14 septembre 2022, est un kayakiste hongrois, double médaillé olympique et sextuple champion du monde de sa discipline. Il pratique la course en ligne.

## Palmarès

### Jeux olympiques
- Jeux olympiques de 1972 à Munich :
  -  Médaille de bronze en K-1 1 000 m.
- Jeux olympiques de 1976 à Montréal :
  -  Médaille d'argent en K-1 1 000 m[2].